# 광진정보도서관
광진정보도서관은 서울특별시 광진구 광장동에 위치한 도서관으로 2000년 11월 10일에 개관한 광진구를 대표하는 도서관이다.

## 도서관 기본현황

### 장서현황
2022년 11월 30일 기준으로 광진정보도서관의 장서현황은 다음과 같다.
- 도서자료 - 314,170권
- 비도서자료 - 21,098점
- 연속간행물 - 369종
- 원문이미지자료 - 3,583점
- 총(연속간행물 제외) 335,268점

### 시설현황
- 도서관동
  - 1층 - 세미나실, 이야기방, 주차장
  - 2층 - 어린이자료실
  - 3층 - 미디어자료실, 멀티미디어실, 팹라이브러리
  - 4층 - 경독서실, 종합자료실, 도서관운영사무실
  - 5층 - 옥상정원
- 문화동
  - 1층 - 주차장
  - 2층 - 메이커스페이스 교육장, 미디어창작실, 라운지
  - 3층 - 제2일반열람실
  - 4층 - 제1일반열람실
  - 지하1층 - 영화음악감상실

## 연혁
1996년 2월 16일에 도서관건립계획 수립을 시작으로 1997년 10월 26일에 착공을 시작하여 2000년 8월 10일 준공, 2000년 11월 10일에 개관하였다. 이후 도서관 건축이나 서비스 품질과 관련된 각종 수상을 받았으며 2002년 12월 21일 멀티미디어실과 어린이들을 위한 광진어린이도서관 확장을 하였으며 2003년 1월 18일 광진전자책도서관 개실, 2008년에 분관 도서관을 개관하면서 지금에 이르게 된다.

## 이용 안내
- 일반열람실 - 07:00~22:00 (평일), 07:00~22:00 (주말)
- 종합자료실 - 09:00~22:00 (평일), 09:00~18:00 (주말)
- 어린이자료실, 미디어자료실 멀티미디어실 - 09:00~18:00 (평일), 09:00~18:00 (주말)
- 정기휴관일 - 매월 2, 4째주 화요일, 법정공휴일, 임시휴관일